# Vålberga mosse
Vålberga mosse är ett naturreservat i Motala kommun i Östergötlands län.
Området är naturskyddat sedan 2008 och är 78 hektar stort. Reservatet omfattar en våtmark vid sydöstra stranden av Boren. Mossen är bevuxen av småvuxen tall